# Fannia polystylata
Fannia polystylata är en tvåvingeart som beskrevs av Wang och Xue 1997. Fannia polystylata ingår i släktet Fannia och familjen takdansflugor. Inga underarter finns listade i Catalogue of Life.